# Kimitsu
Kimitsu è una città giapponese della prefettura di Chiba.

## Amministrazione

### Gemellaggi
- Kamogawa
- Uiwang